# Rich Lesser
Richard I. "Rich" Lesser, född 1963, är VD för det multinationella konsultföretaget the Boston Consulting Group (BCG) sedan 1 januari 2013. Han är utbildad vid University of Michigan (kemiteknik) och Harvard Business School och började arbeta vid BCG 1988.